# Power Station Kozienice
Power Station Kozienice foi construída na cidade de Kozienice, Polónia. Tem 300 m (984 pés) e é actualmente a 44ª torre mais alta do mundo.